# Woodinville
Woodinville az Amerikai Egyesült Államok északnyugati részén, Washington állam King megyéjében elhelyezkedő város. A 2010. évi népszámlálási adatok alapján 10 938 lakosa van.

## Történet
A térség első lakói a sammamish indiánok voltak.
1871-ben Susan és Ira Woodin a Sammamish folyóhoz költöztek, ahol fakitermeléssel és állattartással foglalkoztak. Az újonnan kialakult település postahivatala lakásukban volt; a hivatal vezetője Susan Woodin lett. Ira Woodin és veje, Thomas Sanders megnyitották a helység első üzletét.
Az 1969-es seattle-i popfesztiválon fellépő együttesek közül többen (például a Led Zeppelin és a The Doors) Woodinville-ben is játszottak.
Bothell városa az 1990-es években magához csatolta volna a települést, így Woodinville az 1992. május 19-ei szavazást követően 1993. március 27-én városi rangot kapott.

## Éghajlat
A város éghajlata mediterrán (a Köppen-skála szerint Csb).
| Hónap                         | Jan. | Feb. | Már. | Ápr. | Máj. | Jún. | Júl. | Aug. | Szep. | Okt. | Nov. | Dec.  | Év    |
| ----------------------------- | ---- | ---- | ---- | ---- | ---- | ---- | ---- | ---- | ----- | ---- | ---- | ----- | ----- |
| Rekord max. hőmérséklet (°C)  | 17,8 | 18,9 | 25,6 | 27,8 | 32,2 | 33,9 | 40,6 | 35,0 | 33,9  | 30,6 | 24,4 | 17,8  | 40,6  |
| Átlagos max. hőmérséklet (°C) | 8,3  | 10,0 | 12,2 | 15,0 | 17,8 | 21,1 | 24,4 | 24,4 | 21,7  | 15,6 | 10,6 | 7,8   | 15,8  |
| Átlagos min. hőmérséklet (°C) | 2,8  | 2,8  | 3,9  | 6,1  | 8,9  | 11,1 | 13,3 | 13,9 | 11,7  | 8,3  | 5,0  | 2,2   | 7,5   |
| Rekord min. hőmérséklet (°C)  | −7,8 | −7,2 | −2,8 | −0,6 | 1,7  | 6,1  | 8,3  | 8,3  | 6,1   | −1,7 | −7,8 | −11,7 | −11,7 |
| Átl. csapadékmennyiség (mm)   | 122  | 87   | 89   | 70   | 55   | 41   | 20   | 25   | 39    | 87   | 148  | 138   | 921   |
| Forrás: The Weather Channel   |      |      |      |      |      |      |      |      |       |      |      |       |       |

## Népesség
A 2010-es népszámláláskor a városnak 10 938 lakója, 4478 háztartása és 2827 családja volt. A népsűrűség 752,3 fő/km2. A lakóegységek száma 4996, sűrűségük 343,6 db/km2. A lakosok 80,2%-a fehér, 1,4%-a afroamerikai, 0,4%-a indián, 11,2%-a ázsiai, 0,2%-a a Csendes-óceáni szigetekről származik, 2,6%-a egyéb, 4%-a pedig kettő vagy több etnikumú. A spanyol vagy latino származásúak aránya 7,3% (   )
A háztartások 32,2%-ában élt 18 évnél fiatalabb. 51,9% házas, 8,2% egyedülálló nő, 3% egyedülálló férfi, 36,9% pedig nem család. 30,2% egyedül élt; 10,4%-uk 65 éves vagy idősebb. Egy háztartásban átlagosan 2,43 személy élt; a családok átlagmérete 3,07 fő.
A medián életkor 38,9 év volt. A város lakóinak 23,7%-a 18 évesnél fiatalabb, 7,1% 18 és 24 év közötti, 29,4%-uk 25 és 44 év közötti, 28,7%-uk 45 és 64 év közötti, 11,1%-uk pedig 65 éves vagy idősebb. A lakosok 48,7%-a férfi, 51,3%-a pedig nő.

## Oktatás
A város iskoláinak többségét a Northshore, míg másokat a Lake Washington Tankerület működtet.

## Nevezetes személyek
- Anu Garg, író[16]
- Brooke Butler, színész[17]
- Marc Wilson, amerikaifutball-játékos[18]
- Marques Tuiasosopo, amerikaifutball-játékos[19]
- Nancy Wilson, rockzenész[20]
- Peg Phillips, színész[21]
- Theodore Rinaldo, vallási vezető és szexuális erőszaktevő[22]

## Fordítás
- Ez a szócikk részben vagy egészben  a   Woodinville, Washington című angol Wikipédia-szócikk ezen változatának fordításán alapul.  Az eredeti cikk szerkesztőit annak laptörténete sorolja fel. Ez a jelzés csupán a megfogalmazás eredetét és a szerzői jogokat jelzi, nem szolgál a cikkben szereplő információk forrásmegjelöléseként.